# Nowyj Myr (obwód kijowski)
Nowyj Myr (ukr. Новий Мир; do 1927 roku Pawłowyczi; pol. hist. Pawłowice) – dawna wieś na Ukrainie, w obwodzie kijowskim, w rejonie wyszogrodzkim. Wyludniona po awarii Czarnobylskiej Elektrowni Jądrowej. W 1999 roku usunięta z rejestru miejscowości.